# (37596) Cotahuasi
1991 VV6 (asteroide 37596) é um asteroide da cintura principal. Possui uma excentricidade de 0.31686560 e uma inclinação de 21.53327º. Este asteroide foi descoberto no dia 9 de novembro de 1991 por Eric Walter Elst em La Silla.